# Bastarda

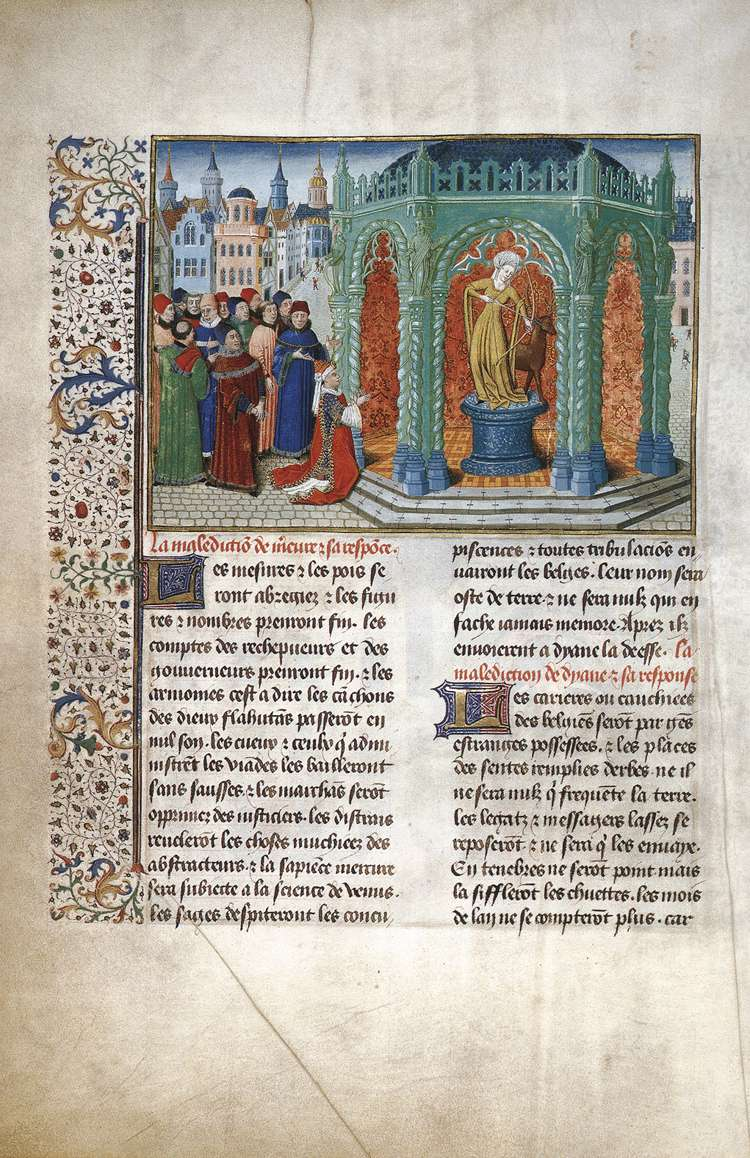
Voorbeeld van een Bourgondische bastarda;Chroniques de Hainaut, handschrift uit de 15e eeuw.

Bastarda (of bâtarde) of bastaardschrift was een benaming die in de 14de en 15de eeuw gebruikt werd voor een schriftsoort die een tussentype was van de littera textualis en de littera cursiva. Sedert de nomenclatuur van Lieftinck wordt gebruikt spreekt men van littera hybrida.
Toen B. Kruitwagen een poging deed om schriftsoorten terug te benoemen met hun middeleeuwse namen, gebruikte hij de naam ‘bastarda’ voor het kleinste van de drie schriftsoorten die in gebruik waren bij de boekproductie in de kloosters van de Broeders van het Gemene Leven. Maar zijn nomenclatuur kon geen stand houden.
Het ‘bastarda’ type werd over gans Europa gebruikt maar was het meest populair in de Bourgondische Nederlanden en Frankrijk.
De typische kenmerken van dit schrift waren
- de gesloten a
- geen lussen aan lange letters
- de f en de lange s steken uit onder de regels.

Op het moment dat de drukkers de fakkel overnamen van de kopiisten werd de ‘bastarda’ dikwijls gebruikt als model voor drukletters. Een gekend voorbeeld hiervan is de ‘Schwabacher’ die in Duitsland afgeleid werd van een Duitse bastarda schrijfletter en gebruikt werd tussen 1483 en 1540. De Duitse versie van de bekende Kroniek van Neurenberg werd in Schwabacher gedrukt. In Brugge werd door Colard Mansion een Franse vertaling van de vertaling van de ‘De consolatione philiosphiae’ van Boethius uitgegeven in een lettertype gebaseerd op de ‘bâtarde bourguignone’. Gutenberg daarentegen koos voor zijn Bijbel een textura of littera textualis.
Bastarda · Beneventaans schrift · Boekschrift · Capitalis cursiva · Capitalis monumentalis · Capitalis quadrata · Capitalis rustica · Geschiedenis van het Romeinse schrift · Gotisch schrift · Half-unciaal · Insulair schrift · Kanselarijschrift · Karolingische minuskel · Littera cursiva · Littera hybrida · Littera textualis · Merovingisch schrift · Minuskelcursief · Unciaal · Visigotisch schrift